# Onthophagus maryatiae
Onthophagus maryatiae är en skalbaggsart som beskrevs av Teruo Ochi och Masahiro Kon 2005. Onthophagus maryatiae ingår i släktet Onthophagus och familjen bladhorningar. Inga underarter finns listade i Catalogue of Life.